# Шевирялово
Шевиря́лово (рос. Шевырялово) — село в Сарапульському районі Удмуртії, Росія.
Урбаноніми:
- вулиці — Болотникова, Будівників, Зелена, Молодіжна, Набережна, Нова, Новосільська, Пальшина, Пам'яті Земляків, Першотравнева, Пролетарська, Радянська, Червоноармійська
- провулки — Дорожний

## Населення
Населення становить 1183 особи (2010, 1086 у 2002).
Національний склад (2002):
- росіяни — 73 %